# کج‌دهان
کج‌دهان (نام علمی: Cryptacanthodes maculatus) نام یک گونه از سرده کج‌دهانان است.